# Polyalthia mindorensis
Polyalthia mindorensis är en kirimojaväxtart som beskrevs av Elmer Drew Merrill. Polyalthia mindorensis ingår i släktet Polyalthia och familjen kirimojaväxter. Inga underarter finns listade i Catalogue of Life.